# 奥里希夫
奥里希夫（發音：[oˈr⁽ʲ⁾ix⁽ʲ⁾iu̯]），又按俄语名译为奥列霍夫，是乌克兰東南部扎波羅熱州波洛希區奥里希夫市镇内的城市及该市镇的行政中心，2020年7月18日前为奧里希夫區的行政中心。該市位於金卡河左岸，距離州府扎波羅熱63公里。始建於1775年，面積10平方公里，海拔高度61米，2022年1月，人口数量为13,896人。但在俄羅斯入侵烏克蘭後，位於前線地帶的城市在2022年8月，人口降至约6,000人。

## 图集

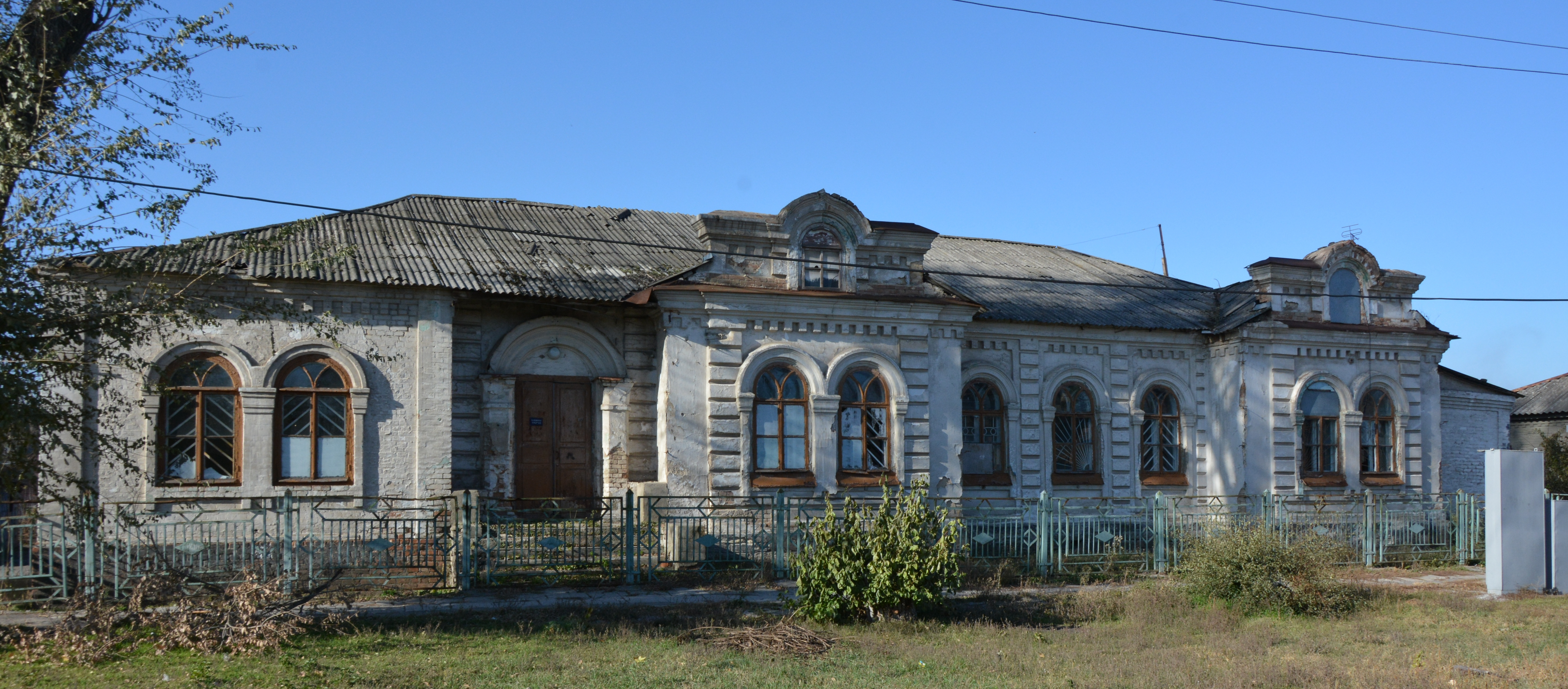
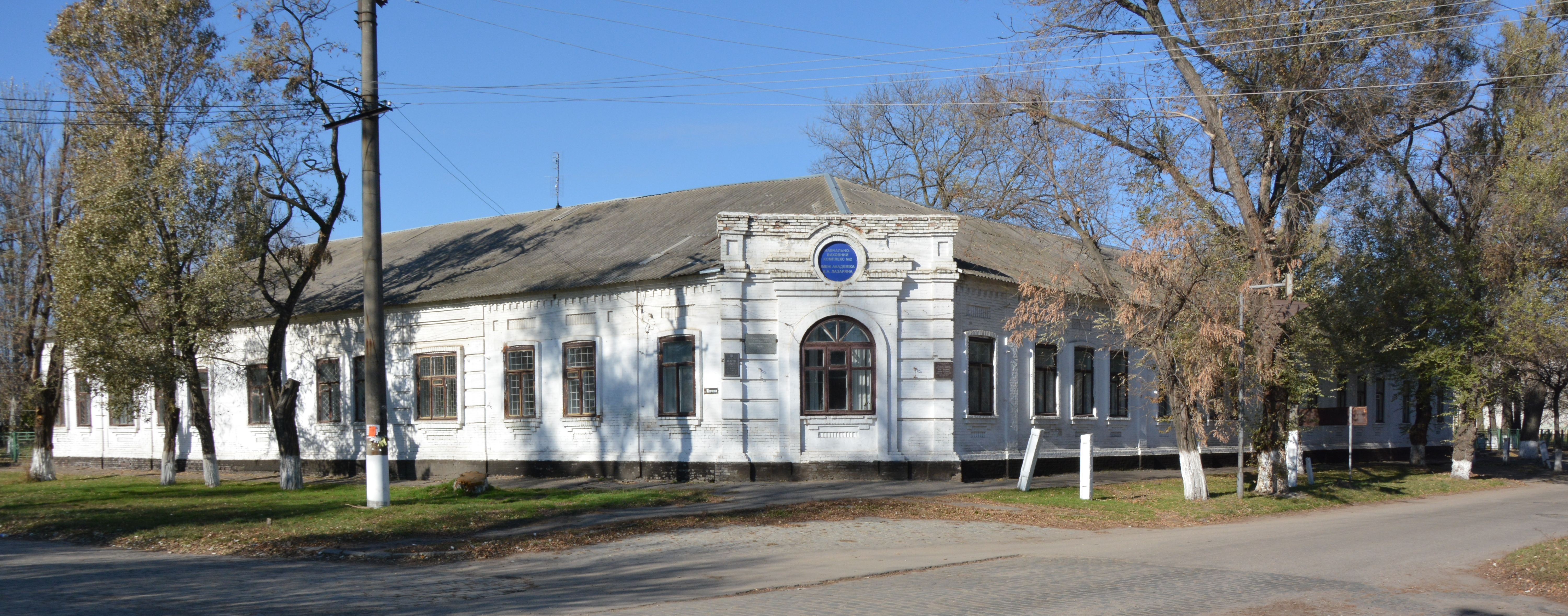
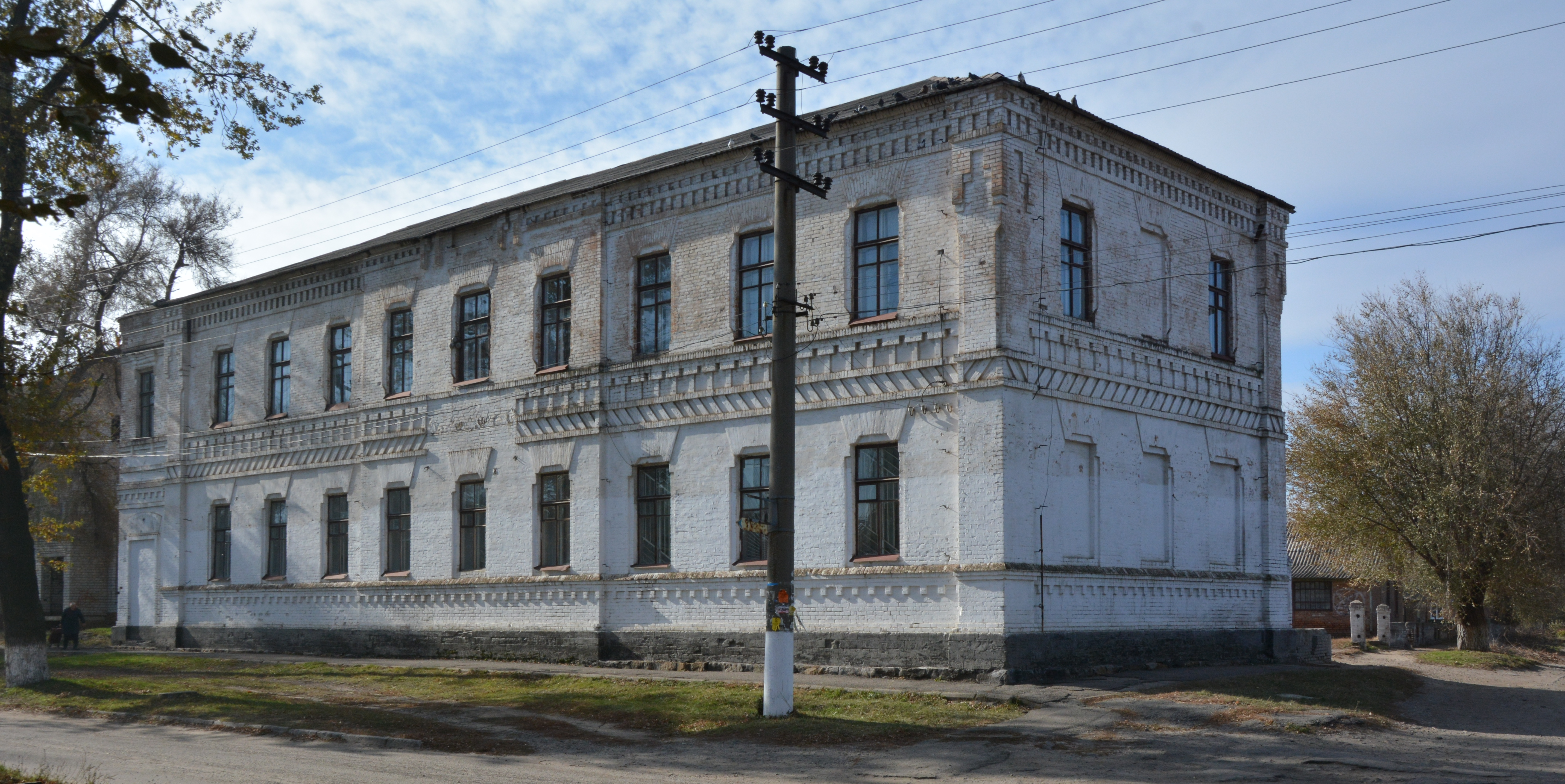
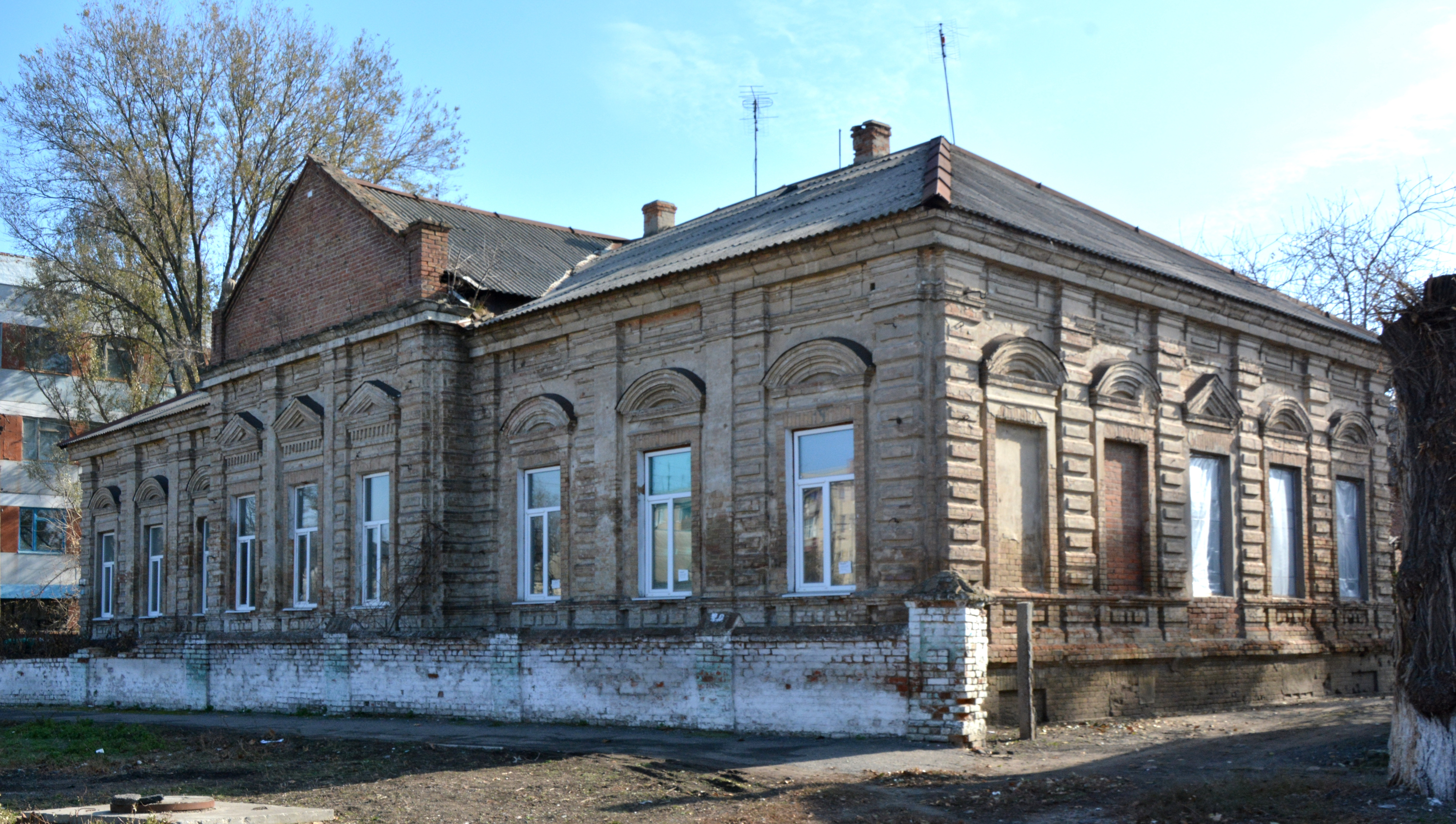
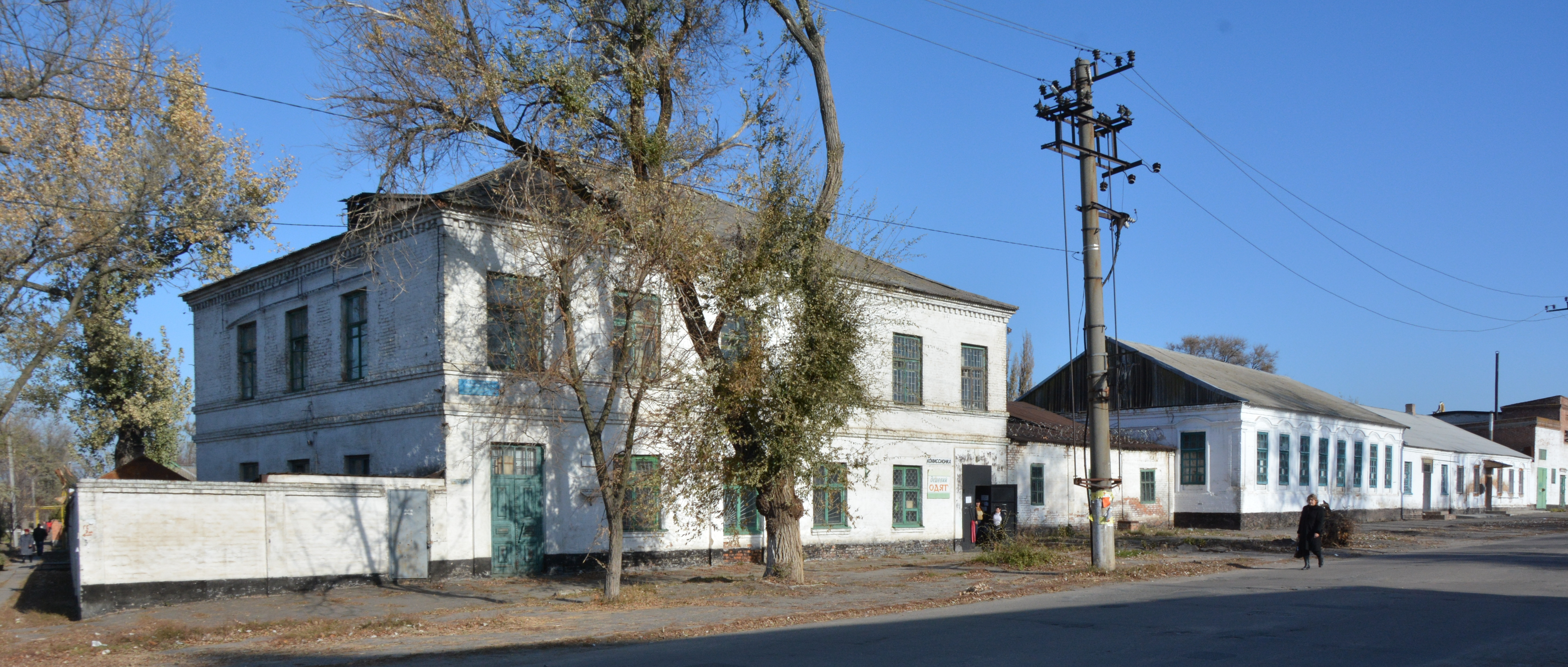
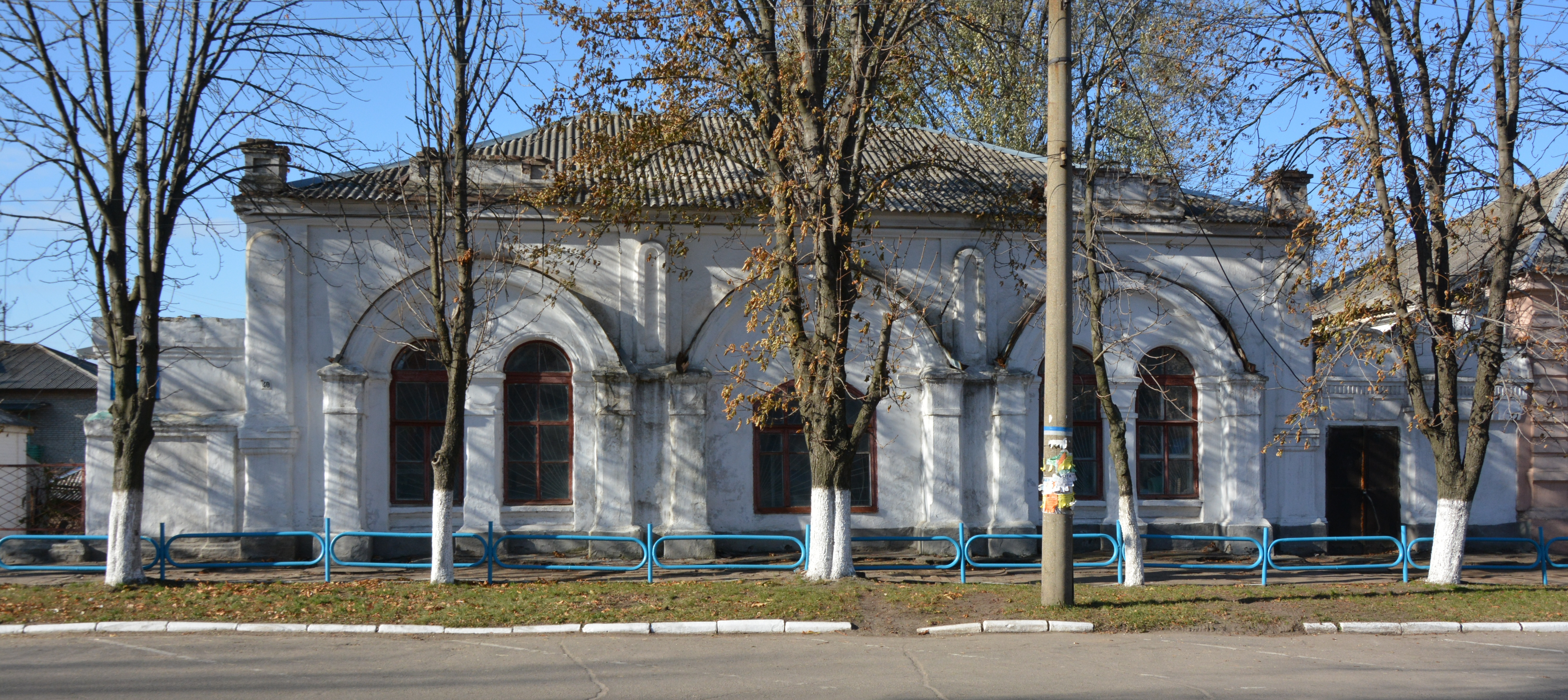
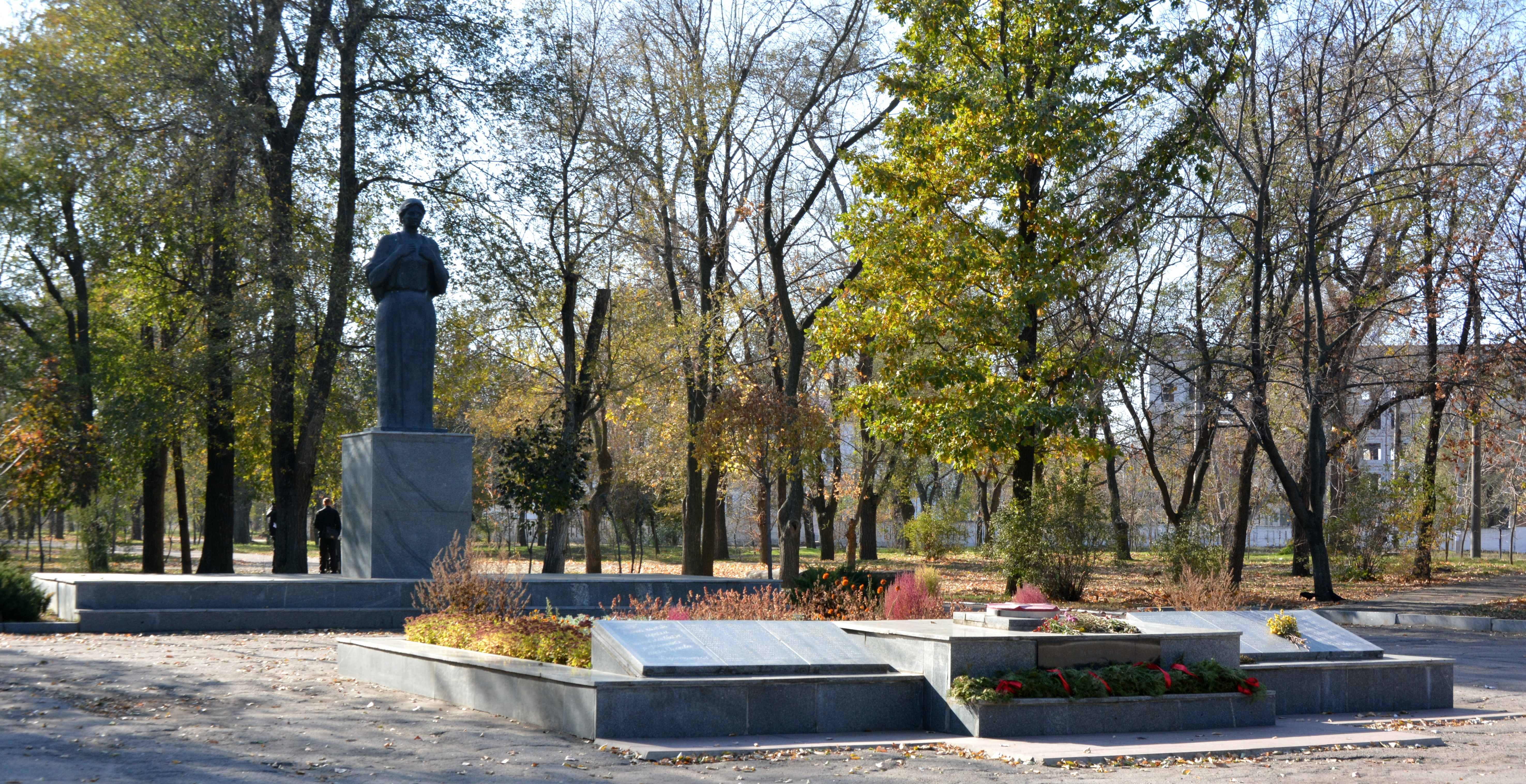
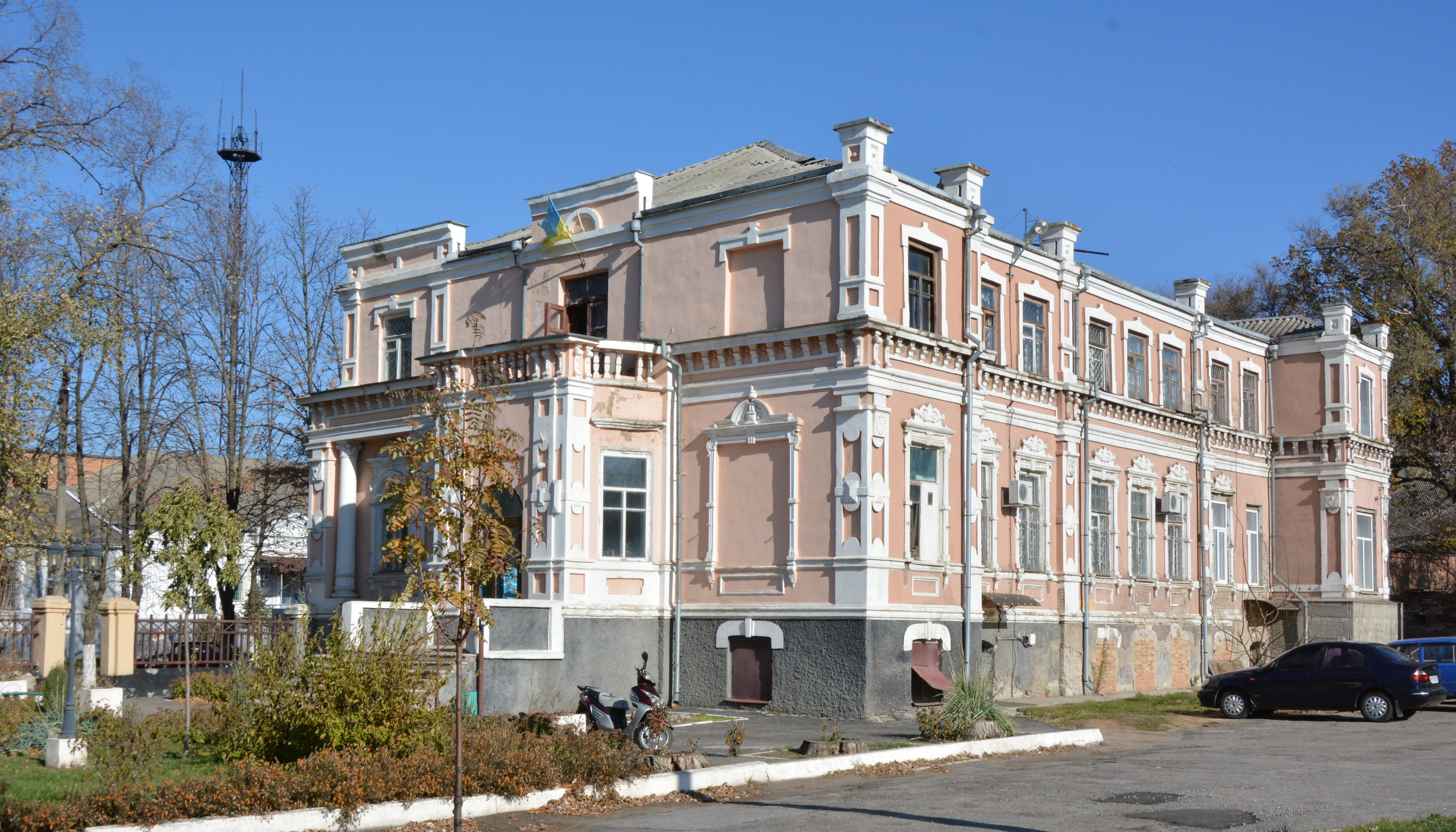
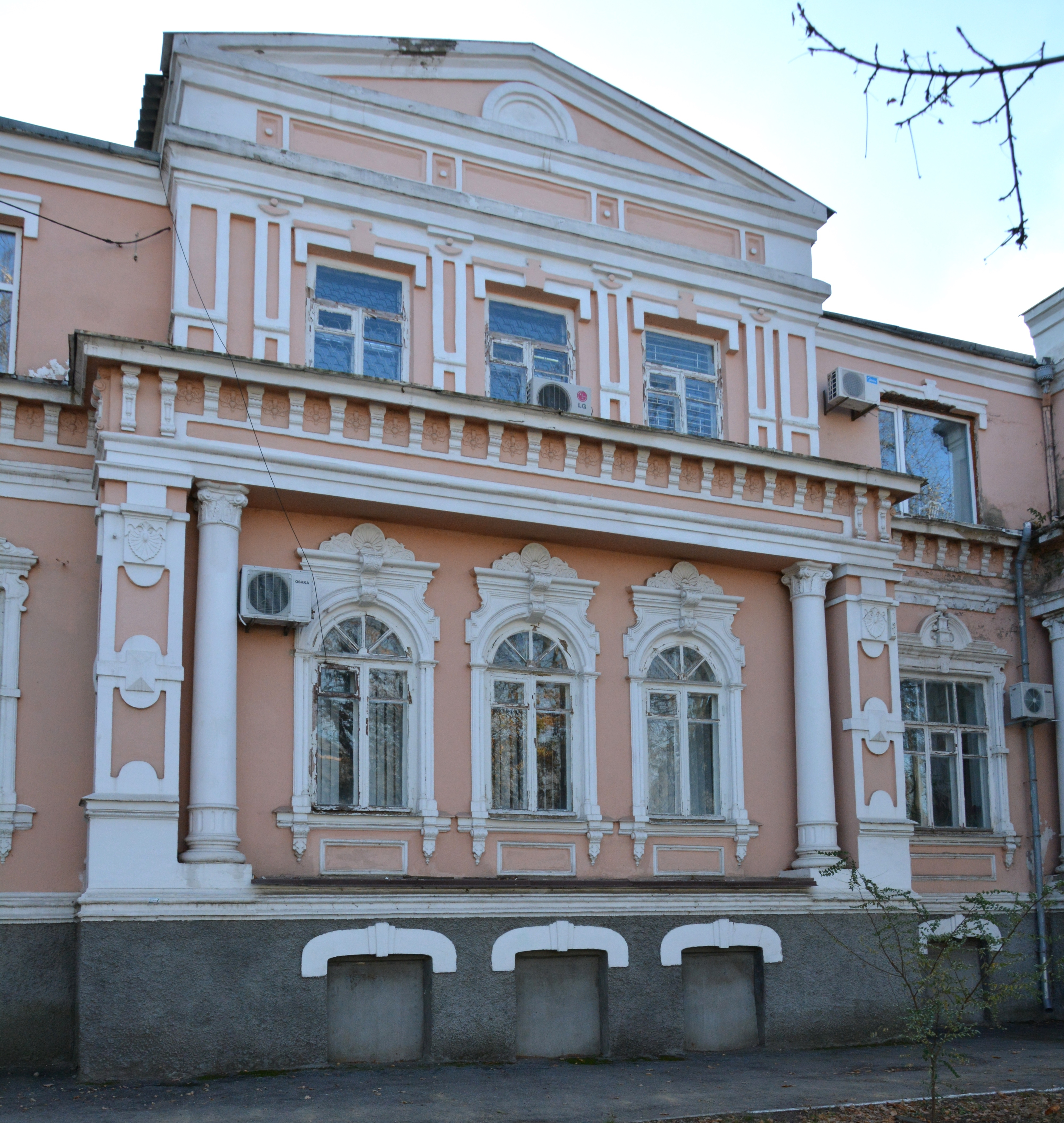

## 備註
1. ↑  俄语：